# Švábenice
Švábenice (en allemand : Schwabenitz ; en 1939-1945 : Schwabendorf) est un bourg (městys) du district de Vyškov, dans la région de Moravie-du-Sud, en République tchèque. Sa population s'élevait à 1 022 habitants en 2020.

## Géographie
Švábenice se trouve à 10 km à l'est de Vyškov, à 39 km à l'est-nord-est de Brno et à 213 km à l'est-sud-est de Prague.
La commune est limitée par Ivanovice na Hané au nord, par Tištín, Koválovice-Osíčany, Dětkovice, Pačlavice et Nítkovice à l'est, par Nemochovice et Chvalkovice au sud, et par Hvězdlice, Orlovice, Moravské Málkovice et Medlovice à l'ouest.

## Histoire
La première mention écrite de la localité date de 1170. Švábenice a le statut de městys depuis 2008.